# Nélson Pereira
Nélson Alexandre Gomes Pereira (Torres Vedras, 1975. október 20. –) portugál válogatott labdarúgó, edző.
A Portugál labdarúgó-válogatott tagjaként részt vett a 2002-es labdarúgó-világbajnokságon.

## Statisztika

### Válogatott
| 1995     | 1 | 0 |
| 1996     | 0 | 0 |
| 1997     | 0 | 0 |
| 1998     | 0 | 0 |
| 1999     | 0 | 0 |
| 2000     | 0 | 0 |
| 2001     | 0 | 0 |
| 2002     | 3 | 0 |
| Összesen | 4 | 0 |

## Sikerei, díjai
- Sporting CP
  - Portugál bajnok: 1999-2000, 2001-02
  - Portugál kupa: 2001-02
  - Portugál szuperkupa: 2000, 2002